# Янадорі Сінья
Сі́нья Янадо́рі (англ. Shinya Yanadori; народився 15 грудня 1986, Японія) — японський хокеїст, захисник. Наразі виступає за «Ніппон Пейпер-Крейнс». У складі національної збірної Японії учасник кваліфікаційних турнірів до зимових Олімпійських ігор 2010, та почав виступати за головну команду країни з 2005 року, на чемпіонатах світу — 2006 (дивізіон I), 2008 (дивізіон I) і 2010 (дивізіон I).
Виступав за: «Ніппон Пейпер-Крейнс», «Мейдзі Юнівесіті» (Meiji University).